# Oude Algemene Begraafplaats Zeist
De Oude Algemene Begraafplaats is een voormalige begraafplaats uit 1830 aan de Bergweg 21 in de Nederlandse plaats Zeist, die In 1917 werd opgevolgd door Zeister Bosrust. In 1965 werd de oude begraafplaats definitief gesloten. Deze werd in 1987 op de Zeister monumentenlijst geplaatst. In 1999 kregen het poortgebouw, vier specifiek genoemde graven en de hele parkaanleg de status van rijksmonument.

## Aanleg
De grond voor de begraafplaats werd door de toenmalige burgemeester van Zeist, de heer Frans Nicolaas van Bern, op 8 april 1829 verkocht aan de gemeente Zeist. Het voorste gedeelte van de begraafplaats is het oudst en is aangelegd in een formele stijl met rechte paden naar een ontwerp van J. Vermeulen, die ook het oorspronkelijke poortgebouw ontwierp.

## Poortgebouw
In 1885 werd de doorgang van het poortgebouw verhoogd naar een ontwerp van de gemeentearchitect Albert Nijland. Op de beide pilasters naast de poortdoorgang bevindt zich een ouroboros met neerwaarts gekruiste fakkels, een symbool van het uitgedoofde leven. Onder het zadeldak van de pilasters is een vlinder afgebeeld, een symbool voor nieuw leven na de dood. In het timpaanveld staat een gevleugelde zandloper, als teken van het vervliegen van de tijd. In de poortdoorgang bevinden zich drie offerblokken. Hierin konden bezoekers geld doen voor de algemene, hervormde of gereformeerde armen.

## Uitbreiding
Het achterste gedeelte van de begraafplaats werd aangelegd in 1890 en heeft een meer parkachtig karakter dat bestaat uit graven rondom concentrisch aangelegde paden. Het ontwerp is van tuinarchitect Hendrik Copijn uit Groenekan, die later ook de uitbreiding van de Oude Algemene Begraafplaats Driebergen zou ontwerpen.

## Sluiting
In 1917 werd de veel grotere Nieuwe Algemene Begraafplaats Zeister Bosrust aan de Woudenbergseweg in gebruik genomen en was het nog slechts toegestaan te begraven in de reeds aangekochte graven. In 1965 werd de begraafplaats definitief gesloten verklaard.

## Rijksmonument
De volgende onderdelen van de begraafplaats hebben de status van rijksmonument:
- poortgebouw;
- graf van jhr. Pieter Feijo Onno Sickinghe, zoon van jhr. Onno Joost Sickinghe (1858-1948);
- graf van jhr. Ernest Willem Nicolaas de Pesters;
- familiegraf van Albert Voombergh;
- graf van de familie Pijper.

## Afbeeldingen

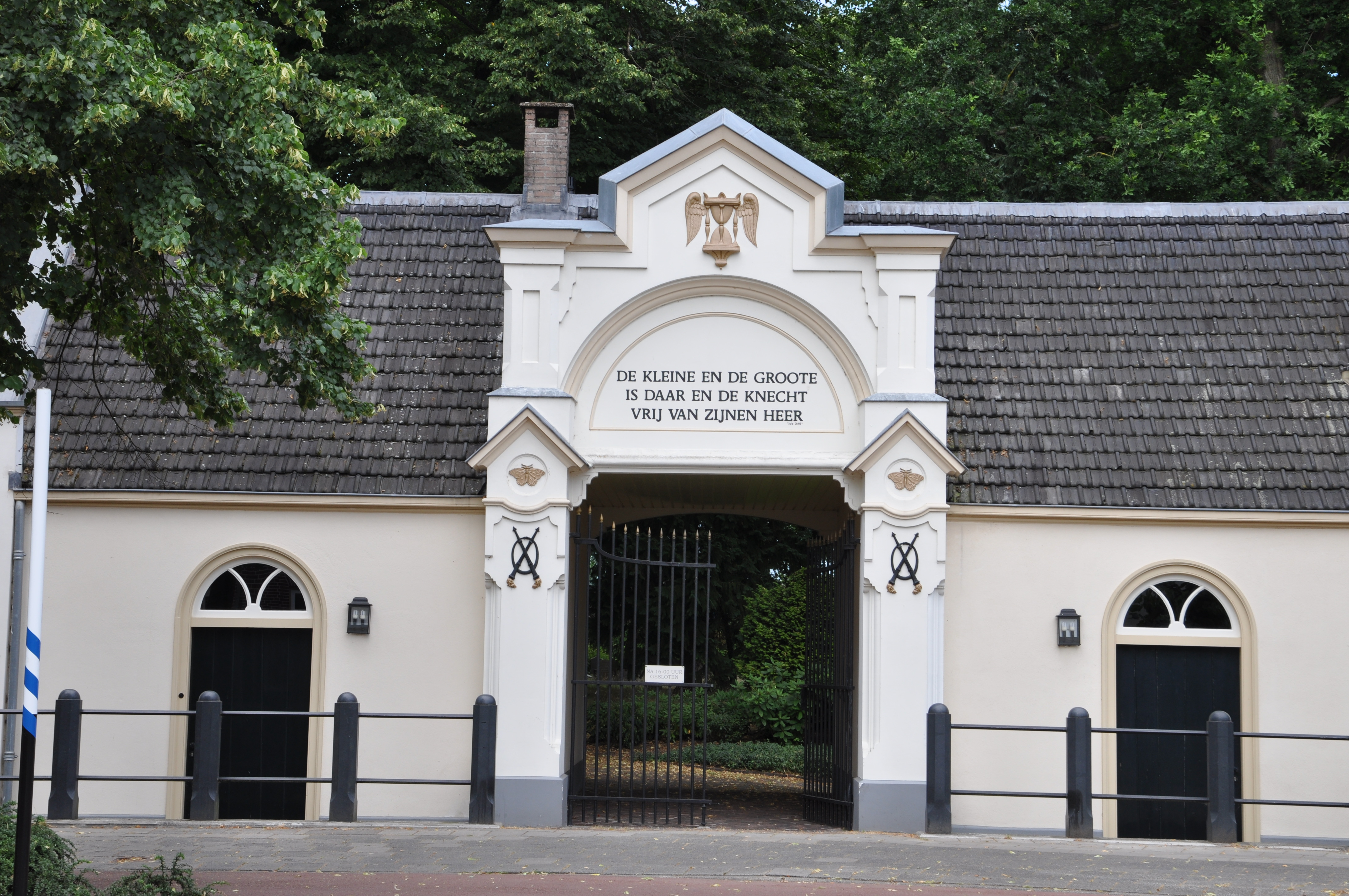
Poortgebouw
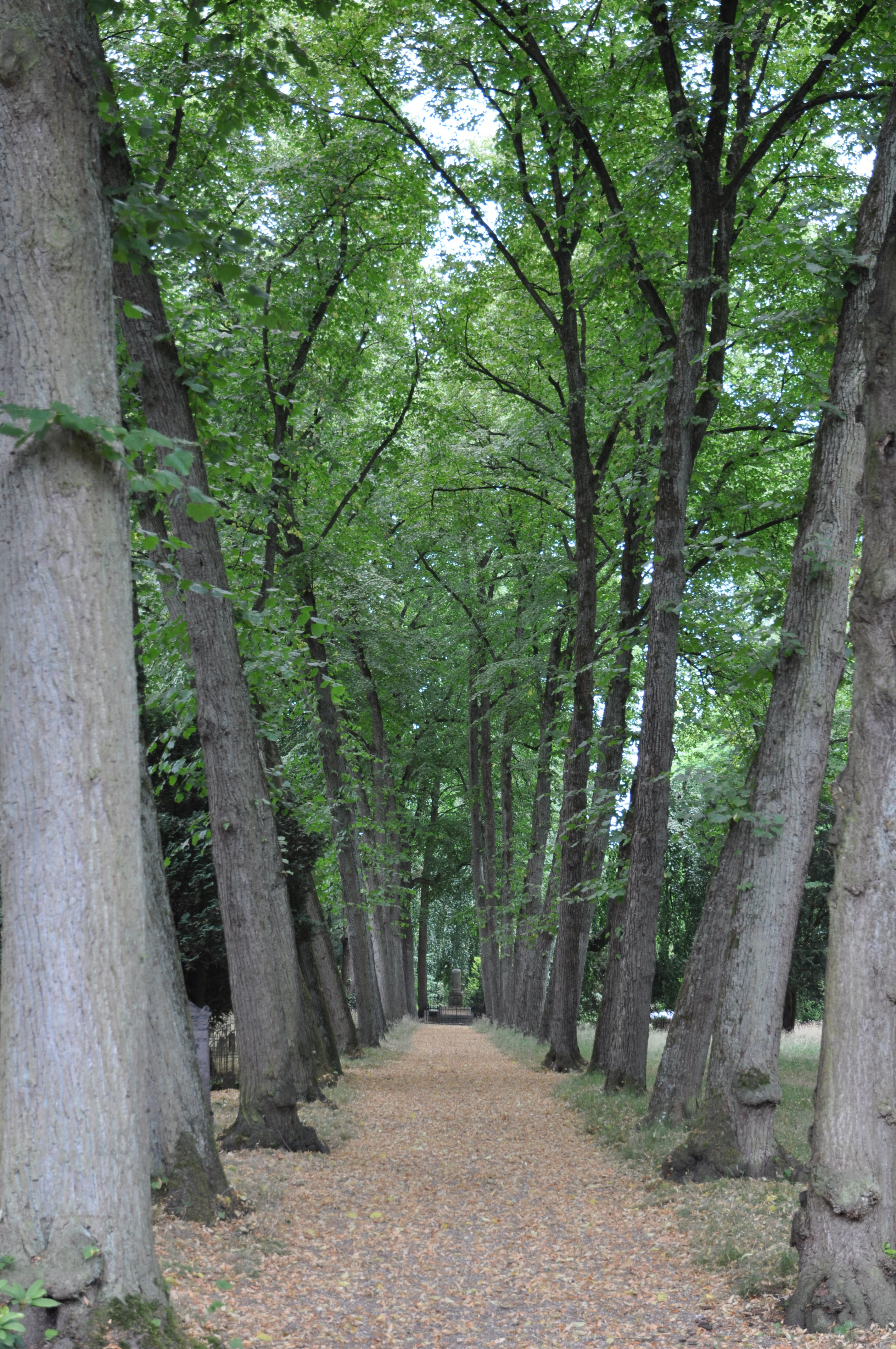
Centrale pad
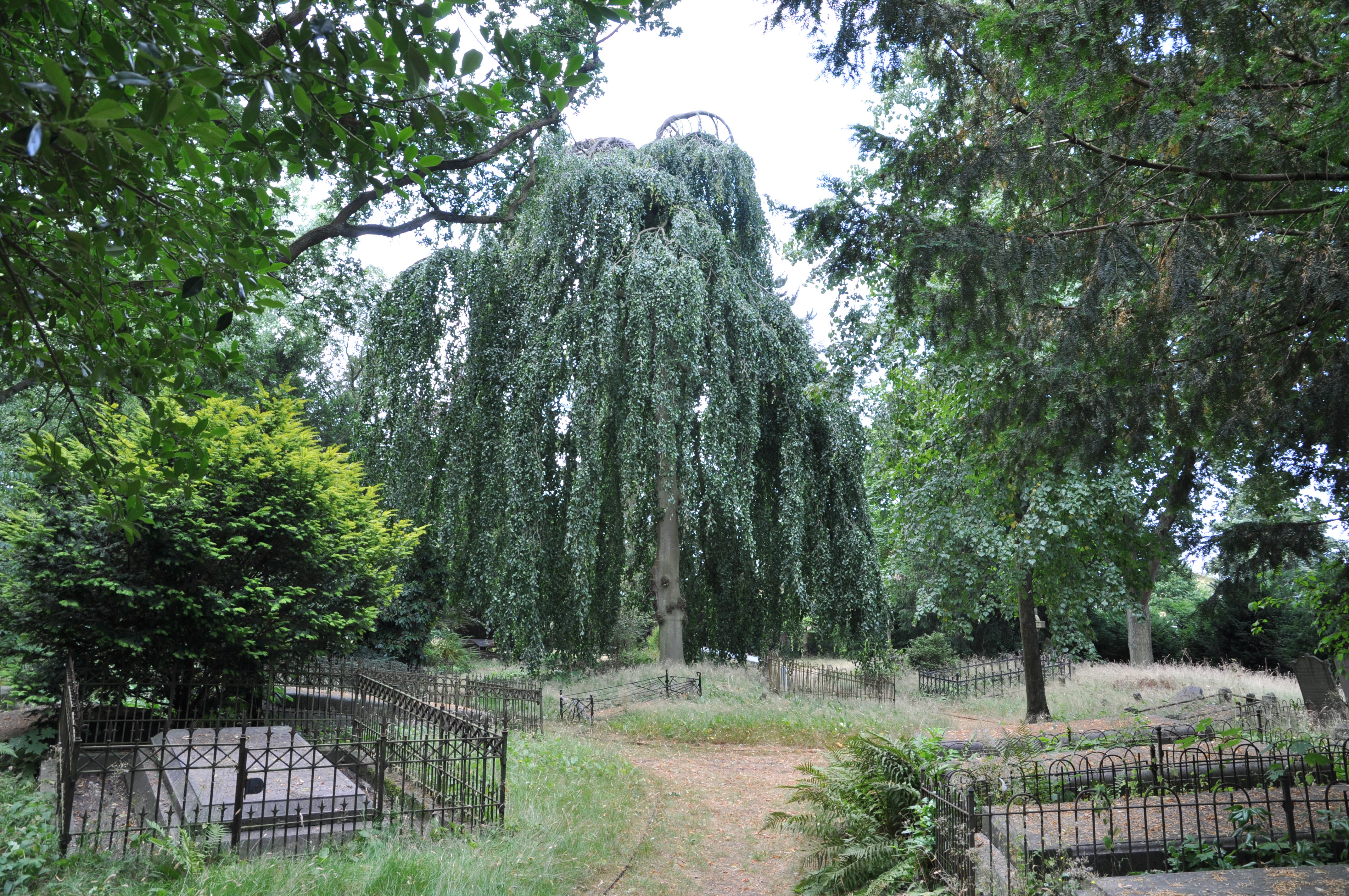
Nieuwe gedeelte
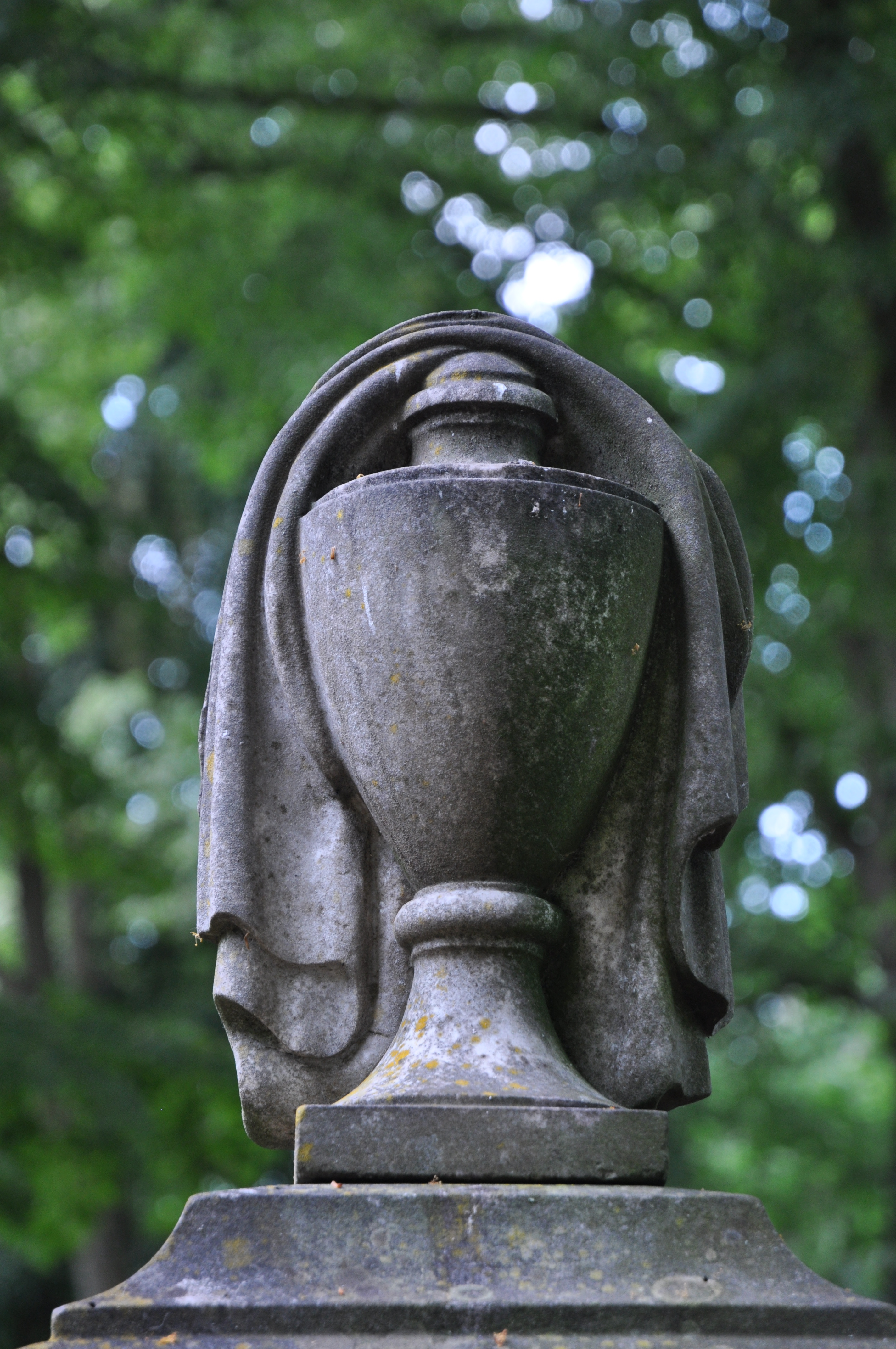
Detail van het graf van jhr. Pieter Feijo Onno Sickinghe (rijksmonument)
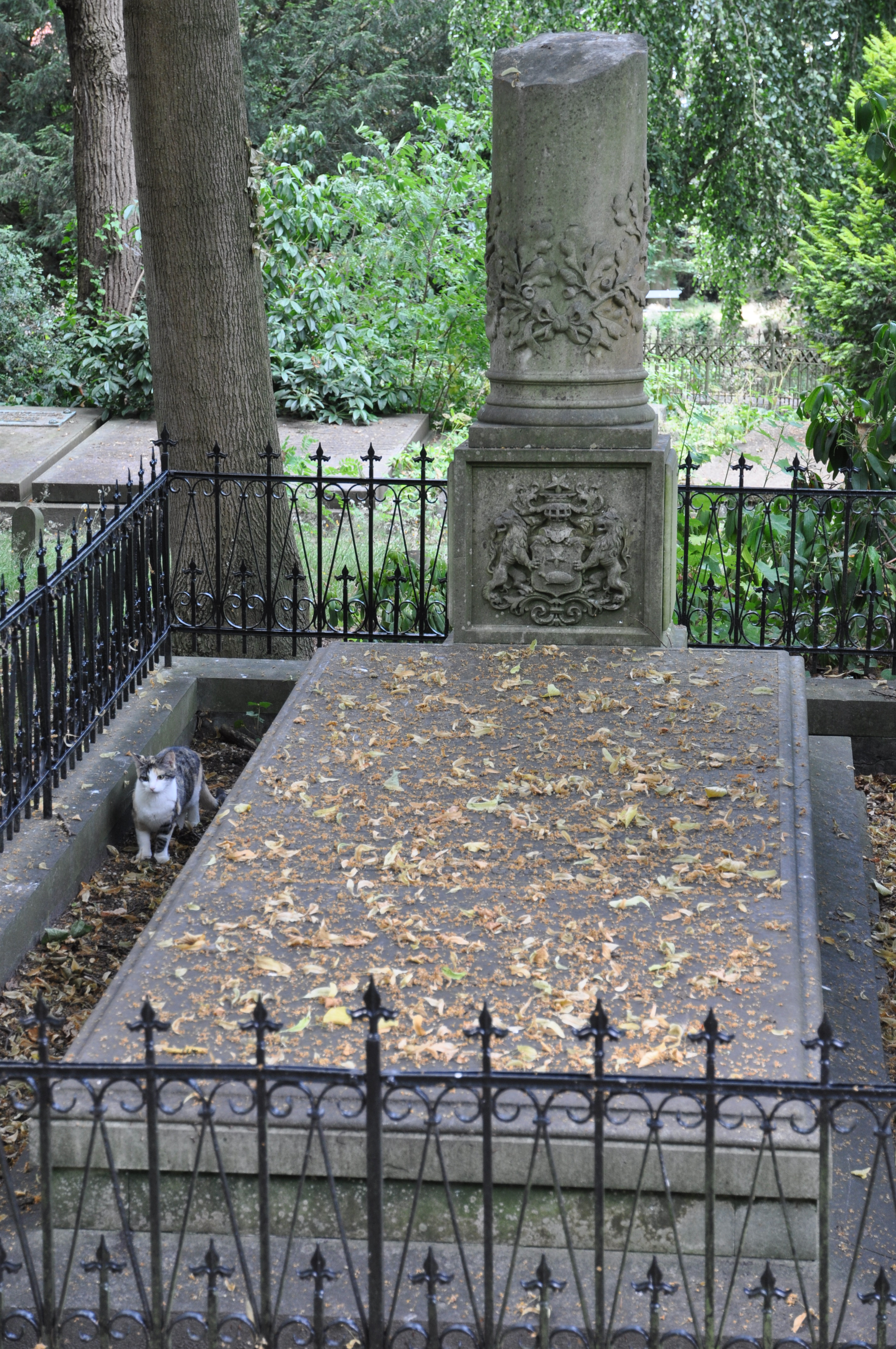
Graf van jhr. Ernest Willem Nicolaas de Pesters (rijksmonument)

## Trivia
- Het oudste graf is van Pieter Stoop, wiens begrafenis plaatsvond op 18 januari 1830.